# Corriol asiàtic
El corriol asiàtic
(Anarhynchus asiaticus) és una espècie d'ocell de la família dels caràdrids (Charadriidae) que habita deserts i estepes àrides de l'Àsia central, al nord-est de l'Iran, sud de Rússia i àrea del nord de la mar Càspia, nord del Kazakhstan i nord-oest de la Xina.